# 默廷根
默廷根是德国巴伐利亚州的一个市镇。总面积31.84平方公里，总人口2451人，其中男性1251人，女性1200人（2011年12月31日），人口密度77人/平方公里。